# Cristianismo en la Tierra Media
El cristianismo es un tema central en las obras ficticias de J. R. R. Tolkien sobre la Tierra Media, pero  siempre oculto, lo que permite que sus obras se lean en diferentes niveles y que su significado sea descubierto por el lector en vez de presentarle un sentido único.
Tolkien fue un católico devoto desde la niñez y describió El Señor de los Anillos como una obra religiosa y católica. Si bien insistió en que no era una alegoría, contiene numerosos temas de la teología cristiana, como la batalla del bien contra el mal, el triunfo de la humildad sobre el orgullo y la acción de la gracia divina. Un tema central es la muerte e inmortalidad, con la luz como símbolo de la creación divina. También es posible detectar las actitudes de Tolkien hacia la misericordia y la piedad, la resurrección, la eucaristía, la salvación, el arrepentimiento, el autosacrificio, el libre albedrío, la justicia, el compañerismo, la autoridad y la curación. La divina providencia aparece indirectamente como la voluntad de los valar —ciertos seres angelicales en las obras de Tolkien—, expresada con la suficiente sutileza para evitar interferir con el libre albedrío de las personas.
Se observan además representaciones de personas y temas propios del cristianismo, como la Virgen María, la caída del hombre y la naturaleza del mal, e incluso se mencionan explícitamente fechas que están tradicionalmente ligadas a sucesos muy importantes en el cristianismo. Y aunque Tolkien consideraba la obra como un relato de eventos ocurridos en una época precristiana, los héroes se comportan como cristianos y tienen actitudes positivas hacia la esperanza, la redención y la oración, entre ellas la mención literal de que el suicidio es un acto pagano.
No hay una personificación de Cristo comparable al personaje Aslan de Las Crónicas de Narnia. Sin embargo, existen reflejos de personificaciones de Cristo en Gandalf, Frodo y Aragorn, quienes simbolizan el triple oficio de profeta, sacerdote y rey, respectivamente.

## Catolicismo de Tolkien

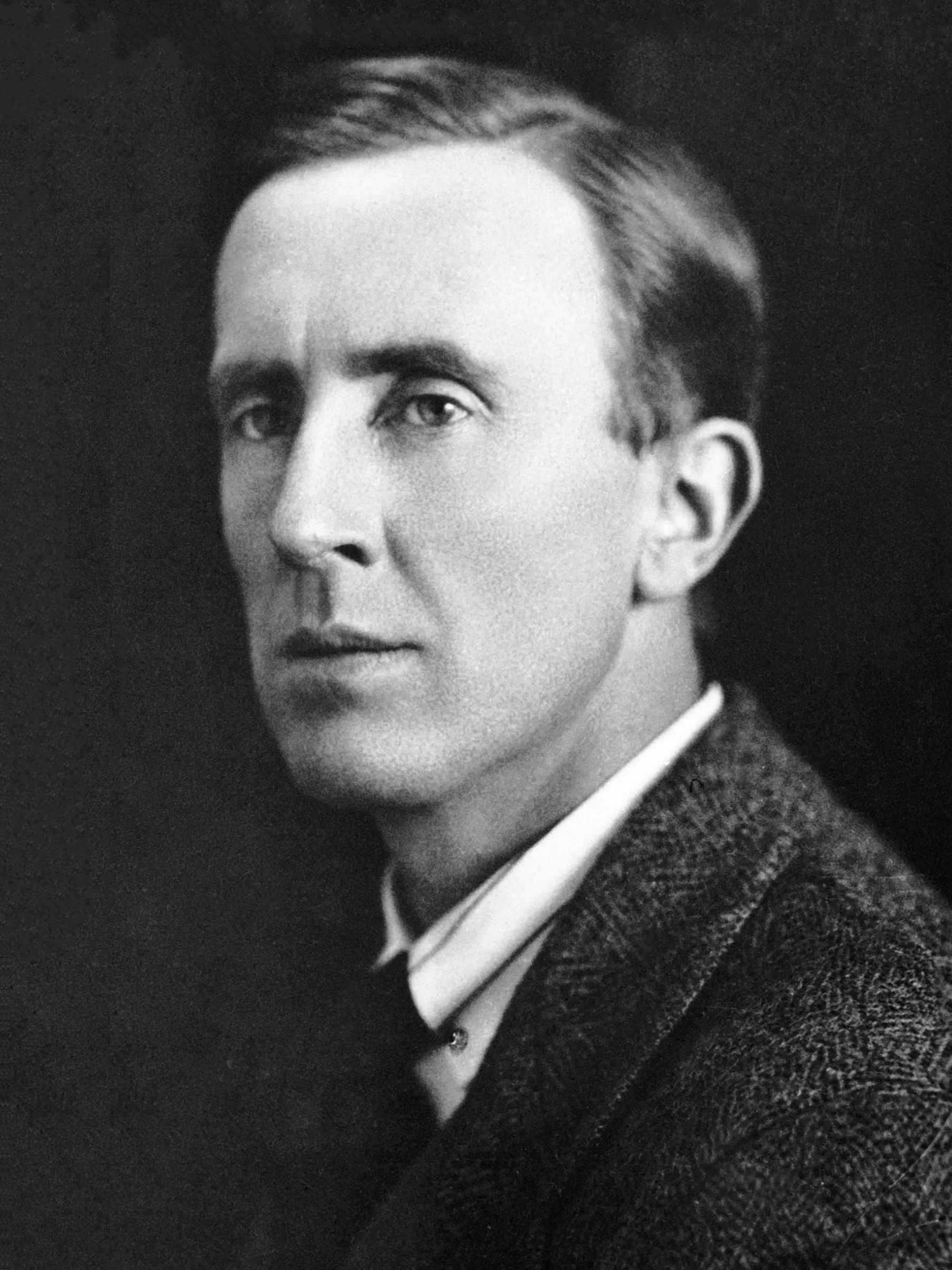

Tolkien fue un católico devoto, aunque su familia había sido bautista. Describió El Señor de los Anillos como «una obra fundamentalmente religiosa y católica», rica en simbolismo cristiano, según explicó en una carta a su íntimo amigo y sacerdote jesuita Robert Murray:

El Señor de los Anillos es, por supuesto, una obra fundamentalmente religiosa y católica; de manera inconsciente al principio, pero luego tomé conciencia de ello en la revisión. Esa es la causa por la que no incluí, o he eliminado, toda referencia a nada que se parezca a la «religión», ya sean cultos o prácticas, en el mundo imaginario. Porque el elemento religioso queda absorbido en la historia y el simbolismo.

Sin embargo, Patrick Curry, erudito de Tolkien, mencionó que esa declaración elude el paganismo que impregna la obra y todo su legendarium; aunque sea fundamentalmente cristiano, en otros niveles es un tema diferente con su politeísmo y animismo, y muchas otras características paganas. En otras palabras, la Tierra Media es tanto cristiana como pagana.
Muchos temas teológicos subyacen en la narración, incluida la batalla del bien contra el mal, el triunfo de la humildad sobre el orgullo, y la acción de la gracia divina, como se ve con la compasión de Frodo por Gollum. La obra incluye los temas de la muerte y la inmortalidad, la misericordia y la piedad, la resurrección, la salvación, el arrepentimiento, el autosacrificio, el libre albedrío, la justicia, el compañerismo, la autoridad y la curación. Tolkien menciona el padrenuestro, especialmente la línea «no nos metas en tentación, mas líbranos del mal» en relación con las luchas de Frodo contra el poder del Anillo Único. Tolkien dijo: «Por supuesto que Dios está en El Señor de los Anillos. El período era precristiano, pero era un mundo monoteísta», y cuando se le preguntó quién era el Dios único de la Tierra Media, respondió: «¡El único, por supuesto! El libro trata sobre el mundo que Dios creó: el mundo real de este planeta».
La Biblia y la narrativa cristiana tradicional también influyeron en El Silmarillion. El conflicto entre Melkor e Ilúvatar es paralelo al de Satanás y Dios. Además, El Silmarillion trata sobre la creación y la caída de los elfos, tal como el Génesis habla de la creación y la caída del hombre. Al igual que todas las obras de Tolkien, El Silmarillion deja espacio para la historia cristiana posterior y una versión de los borradores de Tolkien incluso muestra a Finrod, un personaje recurrente de la obra, especulando sobre la necesidad de la eventual encarnación de Ilúvatar para salvar a la humanidad. Una influencia específicamente cristiana es la noción de la caída, que influyó en la música de los ainur (caída de los seres angelicales), la Matanza de Alqualondë (caída de los elfos) y el hundimiento de Númenor (caída de los hombres).

## Función del cristianismo en la obra
Los comentaristas, entre ellos algunos que son cristianos, han adoptado una amplia gama de posiciones sobre la función del cristianismo en la ficción de Tolkien, especialmente en El Señor de los Anillos. Señalan que contiene representaciones de Cristo y de ángeles en personajes como los magos, en la resurrección, en los motivos de luz, en la esperanza y el sufrimiento redentor, en la aparente invisibilidad del cristianismo en la novela y en la naturaleza del mal, todo lo cual ha llevado a un largo debate académico sobre la posición de Tolkien en el libro. Los comentaristas discrepan en particular sobre si El Señor de los Anillos es una obra cristiana, a pesar de que Tolkien afirmó que sí lo es.

### No específicamente cristiana
Catherine Madsen escribió que la novela la atrajo a la fe, «pero no particularmente a la fe cristiana». Señala que Tolkien escribió que «el mito y el cuento de hadas, como toda forma de arte, deben reflejar y contener en solución elementos de moral y verdad (o error) religiosa, pero no de manera explícita». Madsen afirma que Tolkien «no pretendía que su trabajo argumentara, ilustrara o promulgara el cristianismo». En su opinión, el autor usa «magia cristiana», no una doctrina; ella señala que Tolkien escribió que la Tierra Media es «un mundo monoteísta de “teología natural”». Argumenta que la «religión natural» del libro está basada en temas tales como los elfos y su anhelo por el mar, lo que crea un «sentimiento religioso [...] curiosamente compatible con una cosmología secular». Escribe que un mundo de religión sin revelación es necesariamente ambiguo y cualquier triunfo sobre el mal también disminuye el bien, por lo que el mundo inevitablemente se desvanece. Por lo tanto, lo que El Señor de los Anillos ofrece no es una esperanza sobrenatural, sino lo que Tolkien llamó «recuperación», el despertar de los sentidos, una atención sin intermediarios al presente, como cuando Sam mira hacia el cielo nocturno en Mordor y queda impresionado por la belleza de una estrella. Para Madsen, eso es «lo más convincente del libro y también lo menos cristiano [...] disponible para cualquiera de cualquier persuasión y no depende de la creencia».

### Con alegoría cristiana
Tom Shippey, erudito de Tolkien, señala que Tolkien declaró en el prólogo de la segunda edición de El Señor de los Anillos que la obra «no es alegórica ni temática [...] Me disgusta cordialmente la alegoría en todas sus manifestaciones [...] Prefiero mucho más la historia, verdadera o ficticia, con su variada aplicabilidad al pensamiento y la experiencia de los lectores». Shippey escribe que, a pesar de eso, Tolkien seguramente escribió alegorías a veces, como por ejemplo Hoja, de Niggle, y seguramente se supone que existe alguna relación entre su ficción y la realidad. También señala que Tolkien deliberadamente «se acercó al borde de la referencia cristiana» al situar la destrucción del Anillo y la caída de Sauron en el 25 de marzo, la fecha tradicional anglosajona de la crucifixión de Jesús, de la Anunciación y del último día de la creación del Génesis. Otros comentaristas han señalado más influencias de temas cristianos, entre ellas la resurrección, la esperanza, la presencia de personificaciones Cristo y el sufrimiento redentor.
Paul H. Kocher, en su libro Master of Middle-earth, escribe que «habiendo hecho que los tiempos sean precristianos, [Tolkien] se libró de la necesidad de tratar con ellos en un contexto cristiano, lo que sería incómodo si se aplicara a elfos, ents, enanos y el resto». Por otro lado, Kocher señala que Elrond le atribuye un propósito a los eventos en la obra, incluida la convocatoria de los Pueblos Libres a su consejo; Elrond usa las palabras propósito, llamado, ordenado y creed, lo que implica «alguna voluntad viviente»:

Para este propósito habéis sido llamados. Llamados, digo, pero yo no os he llamado, no os he dicho que vengáis a mí, extranjeros de tierras distantes. Habéis venido en un determinado momento y aquí estáis todos juntos, parecería que por casualidad, pero no es así. Creed en cambio que ha sido ordenado de esta manera: que nosotros, que estamos sentados aquí, y no otras gentes, encontremos cómo responder a los peligros que amenazan al mundo.

También comenta que, de manera similar, Gandalf le dice firmemente a Denethor, el desesperado Senescal Regente de Gondor, que el suicidio está prohibido y que, de hecho, es un acto «pagano».

### Completamente cristiana
El especialista en teología y literatura Ralph C. Wood concluye que «los cristianos están llamados a ser servidores del rey y su reino como si fueran hobbits. Frodo y Sam son los primeros en el reino de Ilúvatar porque están dispuestos a ser los últimos y los menos importantes entre los que “mueven las ruedas del mundo”». Wood también señala que el pan del camino de los elfos es «una reminiscencia de la hostia: su ligereza como el aire da fuerza en directa desproporción con su peso».
En A Companion to J. R. R. Tolkien, Pat Pinsent afirma que «su propia adhesión devota al catolicismo se refleja de hecho a lo largo de su escritura, en la medida en que [...] su fe fue la fuerza impulsora detrás de sus quehaceres literarios».
La sacerdotisa episcopal y teóloga Fleming Rutledge escribe que Tolkien había construido su libro como una emocionante narrativa superficial y también como una narrativa profundamente teológica. Ella cita su declaración de que «soy cristiano (lo que puede deducirse de mis historias)». En su opinión, Tolkien rara vez permite que las insinuaciones y sugerencias de la intervención divina salgan a la superficie, pero el efecto acumulativo de su «subestructura velada» puede tener un efecto poderoso en el lector. Ella mencioma que Tolkien estaba brindando «una rara visión de lo que realmente significa la libertad humana dentro del Plan Divino de Dios». Ella señala que, si bien Tolkien había dicho que El Señor de los Anillos era fundamentalmente religiosa, la Tierra Media parece «un mundo curiosamente no religioso». Su opinión es que esto fue completamente deliberado, ya que Tolkien quería evitar cualquier indicio de panteísmo; y si bien Arda es, como escribió Tolkien, «mi propia madre patria», la acción se sitúa mucho antes de la era cristiana. Ella señala que él escribió en una carta que «nos encontramos en una época en la que los sabios saben de la existencia del Único Dios, Eru, pero no es asequible salvo por la mediación de los valar, aunque todavía se lo recuerda (tácitamente) en la oración de los hombres de ascendencia númenóreana».

### Cristianismo encubierto: mito, no alegoría
La académica Verlyn Flieger escribe que la fantasía de Tolkien «no tiene un cristianismo explícito», a diferencia de las leyendas artúricas medievales «con sus milagros, ermitaños piadosos, simbolismo de mano dura y predicación alegórica». La Tierra Media de Tolkien, «en gran parte a su favor», evitó la predicación y la alegoría. Ella recalca que, sobre el tema de hacer explícito el cristianismo en la fantasía, Tolkien afirmó:

Por razones que no he de elaborar, eso me parece fatal. El mito y el cuento de hadas, como toda forma de arte, deben reflejar y contener en solución elementos de moral y verdad (o error) religiosa, pero no de manera explícita, no en la forma conocida del mundo primordialmente «real».

Flieger comenta que la palabra fatal debe tomarse literalmente: un mensaje cristiano explícito «habría matado la obra», drenando la vida del mundo secundario, y que Tolkien había escrito en una carta que «ésa es la causa por la que no incluí, o he eliminado, toda referencia a nada que se parezca a la “religión”, ya sean cultos o prácticas, en el mundo imaginario. Porque el elemento religioso queda absorbido en la historia y el simbolismo».

## Cristo

### Personificaciones de Cristo
El filósofo Peter Kreeft, un católico como Tolkien, observa que no hay una personificación de Cristo completa, concreta y visible en El Señor de los Anillos comparable al personaje Aslan de C. S. Lewis en Las Crónicas de Narnia. Sin embargo, Kreeft y el comentarista Jean Chausse han identificado reflejos de personificaciones de Cristo en tres protagonistas de la obra: Gandalf, Frodo y Aragorn. Si bien Chausse encontró «facetas de la personalidad de Jesús» en ellos, Kreeft escribió que «ejemplifican el simbolismo mesiánico del triple oficio del Antiguo Testamento de profeta (Gandalf), sacerdote (Frodo) y rey (Aragorn)».
| Atributo de Cristo                     | Gandalf                                              | Frodo                                                          | Aragorn                                                     |
| -------------------------------------- | ---------------------------------------------------- | -------------------------------------------------------------- | ----------------------------------------------------------- |
| Muerte por sacrificio, resurrección    | Muere en Moria, renace como Gandalf el Blanco        | Muere simbólicamente por un puñal de Morgul, sanado por Elrond | Camina por los Senderos de los Muertos, reaparece en Gondor |
| Redentor                               | Los tres ayudan a salvar a la Tierra Media de Sauron | Los tres ayudan a salvar a la Tierra Media de Sauron           | Los tres ayudan a salvar a la Tierra Media de Sauron        |
| Simbolismo mesiánico del triple oficio | Profeta                                              | Sacerdote                                                      | Rey                                                         |

### Bautismo

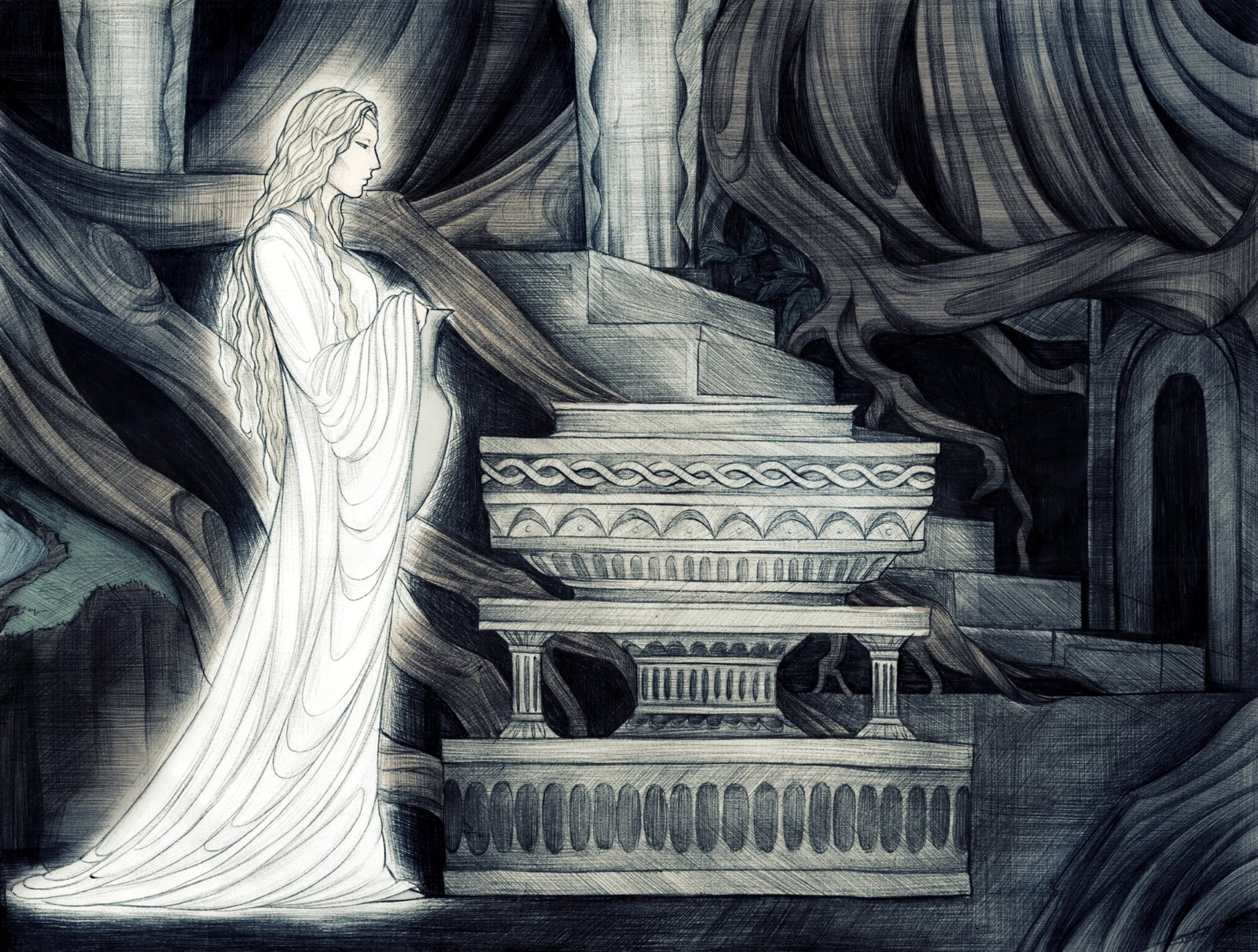
Galadriel en Lothlórien sosteniendo un cántaro delante de la fuente llamada Espejo de Galadriel. El agua de la fuente provee a su portador con una defensa contra las voluntades malignas, por lo que se le ha comparado con el agua bautismal.

El bautismo, el rito que da la bienvenida a los cristianos a la nueva vida de la Iglesia sumergiéndolos en agua y ahogando simbólicamente su antigua vida, ha sido identificado en aspectos de la historia de El Señor de los Anillos. Uno de ellos es el agua de la fuente llamada Espejo de Galadriel. Rutledge sugiere que, si el Espejo de Galadriel simboliza el bautismo, entonces el agua de la fuente debería dar protección contra la maligna voluntad de Sauron «de penetrar las defensas incluso de los sabios», tal como la defensa invisible de Galadriel en su reino élfico de Lothlórien. Ella nota que una parte del agua se encuentra en el Frasco de Galadriel, el cual protege a Frodo y Sam en su camino hacia Mordor.
Un símbolo muy diferente, pero igualmente comparado con el bautismo por algunos comentaristas, es Moria, el oscuro reino subterráneo de los enanos. Allí, los nueve miembros de la Compañía del Anillo entran, se sumergen y vuelven a emerger al otro lado de las montañas, simbólicamente habiendo pasado por la muerte y renacido; uno de ellos, Gandalf, muere de verdad allí, aunque él también renace.

### Curación
Aragorn es aclamado como rey de Gondor por su propio pueblo y sigue el antiguo proverbio que dice «las manos del rey son manos que curan». Después de la batalla, usa la hierba curativa athelas u hojas de reyes para revivir a los afectados por el Aliento Negro, el mal de los Nazgûl. Rutledge comenta sobre las similitudes con la mujer samaritana en el pozo, que le dice a su gente que venga a ver al hombre milagroso que le habló, y sobre cuando Aragorn impone su mano sobre la cabeza de Merry y lo llama por su nombre, que recuerda la resurrección de la hija de Jairo.

### Resurrección

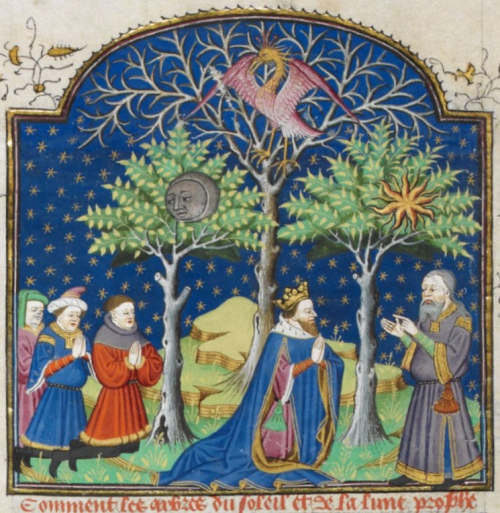
Alejandro Magno y sus seguidores arrodillados para rezar a los árboles del sol y la luna y al árbol seco con el fénix

Varios comentaristas han visto el paso de Gandalf por las Minas de Moria, que muere por salvar a sus compañeros y regresa como Gandalf el Blanco, como símbolo de la resurrección de Cristo.
Así como Jesús llevó su cruz por los pecados de la humanidad, Frodo llevó una carga de maldad en nombre del mundo entero. Frodo recorre su «Vía Dolorosa» hasta el Monte del Destino, al igual que Jesús, que se dirigió al Gólgota. Cuando Frodo se acerca a las Grietas del Destino, el Anillo se convierte en un peso aplastante, tal como lo fue la cruz para Jesús. Sam, sirviente de Frodo, quien lleva a Frodo al Monte del Destino, tiene un paralelismo con Simón de Cirene, quien ayuda a Jesús llevando su cruz al Gólgota. Cuando Frodo cumple su misión dice que esta «ha sido cumplida, y todo ha terminado», similar a como Cristo dice «consumado es» en el instante de su muerte. Así como Cristo asciende al Cielo, la vida de Frodo en la Tierra Media llega a su fin cuando parte hacia las Tierras Imperecederas.
Otro símbolo de la resurrección es el Árbol Blanco, el símbolo de Gondor. Permaneció seco y sin vida en la Plaza del Manantial en la parte superior de la ciudad de Minas Tirith durante los siglos en que Gondor fue gobernado por los Senescales Regentes, hasta que Aragorn trajo un retoño del Árbol Blanco a la ciudad a su regreso como rey. El Árbol Blanco se ha comparado con el árbol seco de los Viajes de Juan de Mandeville. La leyenda medieval del árbol seco cuenta que ha estado sin vida desde la crucifixión de Cristo, pero que florecerá de nuevo cuando «un príncipe del lado occidental del mundo cante una misa debajo de este», y lo representa con un fénix —un ave mitológica con la cualidad de resucitar tras su muerte— en lo alto de sus ramas.

### Transfiguración
Un evento dramático en El Señor de los Anillos es la reaparición de Gandalf. Especialistas en Tolkien y teólogos han dicho que ese evento es una transfiguración. Rutledge considera que las comparaciones con la Biblia son inconfundibles y compara el evento con la transfiguración de Cristo en la cima de la montaña. Entre los paralelos está el hecho de que Gandalf se encuentra por encima de los compañeros y su túnica y su cabello son de un blanco centelleante. Ella señala que cuando Moisés regresó del monte Sinaí, su rostro brillaba demasiado para mirarlo con la luz reflejada de Dios; eso posiblemente es un paralelo más cercano, ya que Aragorn comenta que su vista había sido oscurecida con un velo.
Al menos otros dos eventos en El Señor de los Anillos han sido llamados transfiguraciones. Uno es el cambio en el rey Théoden de Rohan, aparentemente lisiado, cuando Gandalf visita su salón en Edoras y lo libera del control del traidor Lengua de Serpiente, que ha estado controlando a Rohan en nombre del mago Saruman. Gandalf hace que el rey se enderece, se ponga de pie, camine afuera de su salón y empuñe su propia espada. Gandalf «anuncia que “¡aquí viene el Señor de la Marca!” y el aspecto completo del rey se transforma cuando endereza la espalda para cumplir con la descripción de Gandalf». Según Rutledge, otro evento de ese tipo es el esplendor de Aragorn en su coronación, quien «estaba envuelto en una luz».

## Vida cristiana

### Esperanza
El motivo de la esperanza se ilustra en el manejo exitoso de Aragorn de la piedra vidente o palantír de Saruman. Aragorn recibe el nombre de Esperanza (‘Estel’ en idioma sindarin), por el cual todavía lo llama cariñosamente Arwen su reina, quien en la hora de su muerte exclama «¡Estel, Estel!». Solo Aragorn, como heredero de Isildur, puede usar legítimamente la palantír, mientras que Saruman y Denethor, quienes también han hecho un uso extensivo de las piedras videntes, han caído en la presunción o la desesperación. Estos últimos rasgos han sido identificados como los dos pecados característicos «que se oponen a la virtud de la Esperanza».

### Sufrimiento redentor
El tema cristiano de la naturaleza redentora y penitencial del sufrimiento es evidente en la experiencia de Sam y Frodo en Mordor. El autor católico Stratford Caldecott escribe que Frodo es «un tipo de héroe muy “cristiano” [...] Se deja humillar y crucificar».
De una manera diferente, Boromir expía su asalto a Frodo al defender a Merry y Pippin de los orcos sin ayuda, lo que ilustra otro tema cristiano significativo: la inmortalidad del alma y la importancia de las buenas intenciones, especialmente en el momento de la muerte. Esto queda claro en la declaración de Gandalf: «Pero [Boromir] consiguió escapar de algún modo [...] No fue en vano que los hobbits jóvenes vinieran con nosotros, al menos para Boromir».

### Conflicto moral
Brian Rosebury menciona que El Señor de los Anillos se salva de la simple moralización o la alegoría por la presencia de un conflicto moral realista y complicado dentro de los personajes: los personajes «buenos» son desafiados mediante tentaciones, mientras que los personajes «malos» tienen lados buenos, alguna vez fueron buenos o dudan ante sus malas acciones.
| Personaje | Moral        | Naturaleza                                                                                              | Conflicto moral |
| --------- | ------------ | --- | --- |
| Sauron    | Malo         | Ángel caído (maia); orgullo, ambición de poder                                                          | «Pues nada es malo en un principio. Ni siquiera Sauron lo era»                                                                 |
| Gollum    | Malo         | Hobbit corrompido por el Anillo Único                                                                   | «Un viejo despojo hambriento y lastimoso»; duda antes de traicionar a Frodo y Sam                                              |
| Saruman   | Malo         | Mago caído (maia); orgullo, ambición de poder                                                           | «En un tiempo fue grande, de una noble raza, contra la que nunca nos hubiéramos atrevido a levantar las manos»                 |
| Frodo     | Bueno        | «El mejor hobbit de toda la Comarca»; casi un pacifista durante el saneamiento de la Comarca (al final) | Dice que Bilbo debería haber matado a Gollum (al inicio); corrompido por el Anillo, lo reclama para sí en el Monte del Destino |
| Boromir   | Malo → Bueno | Bienintencionado; codicia el Anillo para usarlo como arma; trata de robárselo a Frodo                   | Se arrepiente y sacrifica su vida tratando de salvar a los hobbits Merry y Pippin                                              |
| Théoden   | Malo → Bueno | Corrompido hasta la inacción por Lengua de Serpiente                                                    | Revivido por Gandalf, realiza acciones sabias y valientes, muere heroicamente en batalla                                       |

Rutledge comenta que el conflicto moral, como se ve en la lucha dentro de Gollum, es fundamental tanto para la narrativa como para el «drama teológico subyacente». Ella escribe que no es una batalla de gente buena contra monstruos malvados, sino que el mal está dentro de cada individuo, y cita el comentario de san Pablo a los romanos de que «no hay justo, ni aun uno».

### Oración

Cuando Frodo y Sam viajan a través de Ithilien, Faramir les explica que, antes de comer, él y sus hombres miran hacia el oeste de la Tierra Media, hacia el reino insular perdido de Númenor, pero también hacia el Hogar de los Elfos y hacia Aman que todavía existen, pero que fueron removidos de Arda (el planeta).

Tolkien rara vez rompe su regla de evitar una religión explícita de cualquier tipo, pero cuando Frodo y Sam cenan con Faramir en su fortaleza oculta de Henneth Annûn, todos los hombres se vuelven hacia el oeste en un breve silencio. Faramir explica que «volvemos la mirada hacia Númenor, la Númenor que fue, y más allá de Númenor hacia el Hogar de los Elfos que todavía es, y más lejos todavía hacia lo que es y siempre será». Rutledge nota el paralelo de esta acción, que ella llama una especie de oración, con el Gloria Patri de la liturgia cristiana: «como fue en el principio y es ahora y será siempre».
Ella comenta que si bien la mención de Númenor podría ser una nostalgia romántica, también tiene relación con la identidad cristiana exiliada del Jardín del Edén y siempre en busca de su verdadero hogar. Ella escribe que la mención de lo que está más allá del Hogar de los Elfos «invoca la dimensión trascendente» y es un «reconocimiento austero» del monoteísmo.

### Eucaristía
Tolkien escribió sobre la Eucaristía que esta es «lo que hay en la tierra digno de ser amado» cuando aconsejó a su hijo Michael, diciéndole que en ella «hallarás el romance, la gloria, el honor, la fidelidad y el verdadero camino a todo lo que ames en la tierra». La describió como una paradoja divina, que significa muerte pero también vida eterna. Tolkien aludió a un significado religioso del pan del camino en El Señor de los Anillos en una carta a Forrest J. Ackerman:

En el libro el lembas tiene dos funciones. Es una «máquina» o recurso para hacer creíbles las largas marchas con escasas provisiones en un mundo en el que, como lo dije, «las millas son millas». Pero eso relativamente no tiene importancia. Tiene una significación mucho mayor, de una especie que con vacilaciones podría llamarse «religiosa». Esto se vuelve manifiesto más tarde, especialmente en el capítulo llamado «El Monte del Destino».

Con base en declaraciones de Tolkien, algunos comentaristas cristianos han argumentado que el lembas y su historia llevan un simbolismo eucarístico altamente desarrollado. Este se elabora con más detalle en El Silmarillion y los comentaristas señalan que pan del camino puede verse como una traducción de viático, el alimento eucarístico para un viaje. Por ejemplo, en El Silmarillion, a los elfos les dan lembas para alimentarlos durante su Gran Viaje a las Tierras Imperecederas, recordando a los comentaristas cristianos el regalo divino del maná a los israelitas durante su éxodo a la Tierra Prometida. La maia Melian hace un regalo real de lembas a Beleg, hermano de armas del hombre mortal Túrin, para que sea su «ayuda en el desierto»:

Y le dio una ración de lembas, el pan del camino de los Elfos, envuelto en hojas de plata, y las hebras que lo ataban estaban selladas en los nudos con el sello de la Reina, una oblea de cera blanca moldeada con la como la flor del Telperion; porque de acuerdo con las costumbres de los Eldalië, sólo a la reina cabía guardar o dar lembas.

Tolkien enfatiza inmediatamente la naturaleza especial de este regalo: «En nada mostró Melian un más grande favor a Túrin que este regalo; porque los Eldar nunca antes habían permitido que los Hombres consumieran este pan del camino, y rara vez volvieron a hacerlo». Beleg usa el lembas, junto con su poder élfico, para ayudar a curar a los hombres de la compañía de Túrin y más tarde también al elfo Gwindor, que había sido esclavizado por Morgoth.
Un evento en El Señor de los Anillos ha sido comparado con la Última Cena, la fiesta conmemorada por la Eucaristía. El hobbit Pippin tiene una comida matutina iluminada por el sol con su amigo Beregond en Minas Tirith, justo antes de la llegada de la tan esperada tormenta cuando las fuerzas de Minas Morgul asaltan la ciudad. Rutledge comenta que esto «crea un estado de ánimo extraordinario. Incluso se podría pensar en Jesús con sus discípulos en la Última Cena».

### Año cristiano
Shippey señala que un par de referencias al año cristiano, rara vez captadas por los lectores, es que Tolkien eligió fechas de importancia simbólica para la misión de destruir el Anillo. Comenzó en Rivendel el 25 de diciembre —la fecha de Navidad— y terminó en el Monte del Destino el 25 de marzo —una fecha anglosajona tradicional para la crucifixión—.

## La creación

### Luz

Bandera de Gondor con el Árbol Blanco de Minas Tirith, descendiente de Galathilion el cual fue creado a imagen de Telperion, uno de los Dos Árboles de Valinor que una vez iluminaron el mundo

Un tema que recorre todo El Señor de los Anillos pero que es especialmente claro en El Silmarillion es el de la luz. Flieger explica que Tolkien equipara la luz con Dios y la capacidad de crear. Ella cita el poema Mitopoeia de Tolkien:

[...] hombre, sub-creador  [sic], luz refractada

a través de quien se separa en fragmentos de Blanco

de numerosos matices y continuándose sin fin

en formas vivas que van de mente en mente.

Aunque hayamos puesto en los agujeros del mundo

elfos y duendes, aunque hayamos levantado

dioses y casas de la oscuridad y de la luz,

y sembrado la semilla del dragón, era nuestro derecho

(usado bien o mal). El derecho no ha decaído.

Aún seguimos la ley por la que fuimos creados.

Flieger comenta que con esto Tolkien quería decir que la capacidad de un autor para crear ficción del género fantástico, o en sus términos «segunda creación», se derivaba y podía verse como una pequeña astilla de la luz divina, el «único Blanco» del poema. Además, la totalidad de El Silmarillion puede verse como una elaboración de este tema del hombre fragmentando la luz blanca original de la creación «en muchos matices y combinándose infinitamente en formas vivas» en las formas de la división de los elfos en elfos de la luz y de la oscuridad, hombres buenos y malos, y dragones y otros monstruos. Ella afirma que esta luz creativa para Tolkien estaba equiparada con el Logos cristiano, la Palabra Divina.
| Edad                                                                | Luz celeste o plateada                                                                                                   | Luz dorada                                                                             | Joyas |
| ------------------------------------------------------------------- | --- | -------------------------------------------------------------------------------------- | --- |
| Edades de las Lámparas                                              | Illuin, lámpara celeste de la Tierra Media, encima de un pilar alto, Helcar                                              | Ormal, lámpara dorada de la Tierra Media, encima de un pilar alto, Ringil              | |
| termina cuando Melkor destruye ambas lámparas                       | |                                                                                        | |
| Edades de los Árboles                                               | Telperion, árbol plateado que ilumina Valinor                                                                            | Laurelin, árbol dorado que ilumina Valinor                                             | Fëanor crea los tres silmarils con la luz de los Dos Árboles                                                           |
| termina cuando Melkor golpea a los Dos Árboles y Ungoliant los mata | |                                                                                        | |
| Primera Edad del Sol                                                | La última flor se convierte en la Luna, llevada en la nave del espíritu masculino Tilion                                 | El último fruto se convierte en el sol, llevado en la nave del espíritu femenino Arien | |
| Primera Edad del Sol                                                | Yavanna crea a Galathilion, un árbol similar a Telperion (excepto que no brilla) para la ciudad élfica Tirion en Valinor |                                                                                        | Hay guerra por los silmarils                                                                                           |
| Primera Edad del Sol                                                | Galathlion tiene muchas plántulas, incluido Celeborn en Tol Eressëa                                                      |                                                                                        | Un silmaril queda enterrado en la tierra, uno se pierde en el mar, uno navega en el cielo como la estrella de Eärendil |
| Segunda Edad del Sol                                                | Celeborn tiene a la plántula Nimloth, el Árbol Blanco de Númenor                                                         |                                                                                        | |
| Segunda Edad del Sol                                                | Númenor se hunde; Isildur lleva un fruto de Nimloth a la Tierra Media                                                    |                                                                                        | |
| Tercera Edad del Sol                                                | Un Árbol Blanco crece en Minas Tirith mientras un rey gobierne Gondor                                                    |                                                                                        | Galadriel recoge la luz de la estrella de Eärendil reflejada en el espejo de su fuente                                 |
| Tercera Edad del Sol                                                | El árbol permanece muerto mientras los Senescales gobiernen                                                              |                                                                                        | Un poco de esa luz está capturado en el Frasco de Galadriel                                                            |
| Tercera Edad del Sol                                                | El nuevo rey de Aragorn trae un Retoño Blanco a la ciudad                                                                |                                                                                        | Los hobbits Frodo Bolsón y Sam Gamyi usan el frasco para derrotar a la gigantesca Ella-Laraña                          |

La luz comienza en El Silmarillion como una unidad y, según la fragmentación de la creación, se divide en más y más fragmentos a medida que avanza el mito. La Tierra Media está poblada por los angelicales valar e iluminada por dos grandes lámparas; cuando son destruidas por el vala caído Melkor, el mundo se fragmenta y los valar se retiran a Valinor, que está iluminada por los Dos Árboles. Cuando estos también son destruidos, su último fragmento de luz queda en los silmarils, y también se rescata un retoño que conduce al Árbol Blanco de Númenor, el símbolo viviente del reino de Gondor. Se libran guerras por los silmarils y estos se pierden en la tierra, el mar y el cielo, el último de estos fue llevado por Eärendil el Marinero, y se convirtió en la Estrella de la Mañana. Parte de la luz de la estrella se captura en el espejo de Galadriel, la fuente mágica que le permite ver el pasado, el presente y el futuro; parte de esa luz queda, finalmente, atrapada en el Frasco de Galadriel, su regalo de despedida para Frodo, que es el contrapeso del malvado y poderoso anillo de Sauron que él también había llevado. En cada etapa, la fragmentación aumenta y la potencia disminuye. Así, el tema de la luz como poder divino, fragmentado y refractado a través de las obras de los seres creados, es un tema central en toda la mitología tolkeniana.

### Ángeles
El lugar de los ángeles del cristianismo lo ocupan los inmortales ainur, que se dividen en dos órdenes de seres: los valar y los maiar. Los poderosos valar se comportan como los dioses paganos de la mitología griega. Flieger dice que su papel en la Tierra Media es «excéntrico» desde un punto de vista cristiano: ciertamente son inferiores al Único Dios, pero, a diferencia de los ángeles, son subcreadores, cada uno con su propio dominio. Por ejemplo, Manwë es rey de Arda (la Tierra), Ulmo es señor de las aguas, Mandos es juez de los muertos, y también varios de esos seres se casaron. Esto los posiciona, como dijo Tolkien, como demiurgos, figuras divinas en el esquema platónico con la capacidad de dar forma al mundo material. Flieger escribe que, al igual que con el astillamiento de la luz, la elección del nombre demiurgo implica subdivisión y su significado original incluye «hacer mediante división».
Algunos maiar fueron enviados por los valar a la Tierra Media en cuerpos mortales para influir, pero no para dirigir, los eventos que allí ocurren. Estos maiar eran los magos, de los cuales Gandalf es el más conocido por los lectores. Tolkien afirmó que se ajustaban a la descripción griega original ἄγγελος ángelos, que significa ‘mensajero’.

### Virgen María

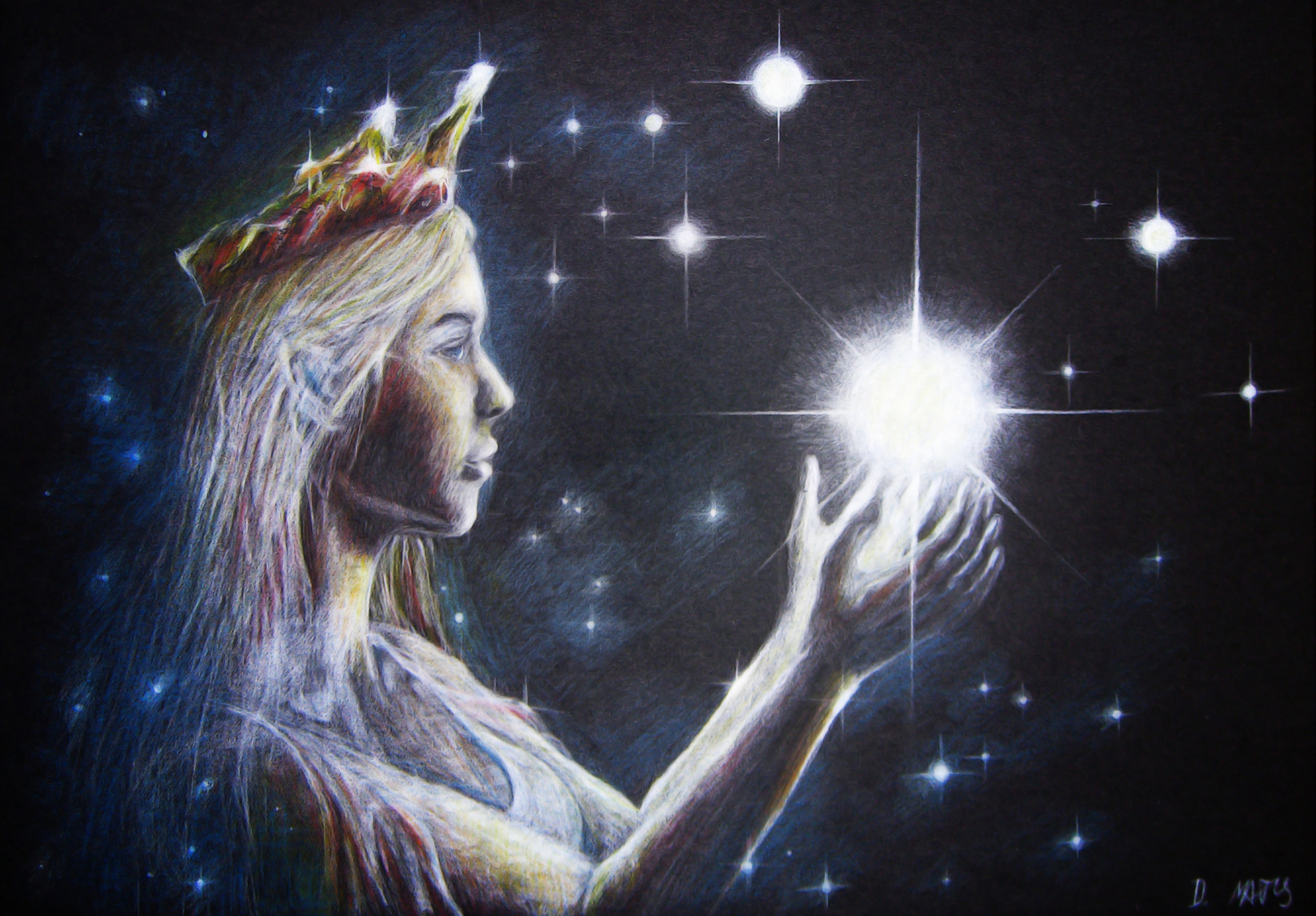
La vala Varda ha sido comparada con la Virgen María.

Algunos comentaristas han recordado a la Virgen María en dos figuras en la Tierra Media: la vala Varda —llamada Elbereth Gilthoniel por los elfos— y la dama elfa Galadriel. Wood afirma que la invocación de Sam del nombre de Galadriel, aunque involuntaria, hizo que su cuerda élfica se soltara del nudo que la sujetaba, después de dejar que los hobbits descendieran por un acantilado, y cita la explicación de Sam: «para mí la cuerda se soltó sola... cuando yo la llamé».
Rutledge señala que Frodo, frente al ataque mortal del Nazgûl en la Cima de los Vientos, grita «¡O Elbereth! ¡Gilthoniel!», lo que aparentemente hace que Aragorn llegue justo a tiempo: Frodo está gravemente herido pero no muerto. Rutledge comenta que si bien no existe una correspondencia directa entre ningún personaje de El Señor de los Anillos y ninguna figura bíblica, Elbereth se parece a la Virgen María en el sentido en que puede otorgar favores y acudir en ayuda de las personas necesitadas. De manera similar, escribe que Sam hace la invocación «A Elbereth Gilthoniel» mientras se enfrenta a Ella-Laraña en la oscuridad de su guarida, sosteniendo en alto el Frasco de Galadriel, que resplandece (en palabras de Tolkien) con una «luz deslumbradora» como si «“el espíritu indomable de Sam” la hubiera activado».

### Providencia, predestinación y libre albedrío
Rutledge considera la cuestión de la divina providencia, la predestinación y el libre albedrío como un tema central de El Señor de los Anillos. La cuestión gira en torno a la aparente contradicción entre la acción e intención divina por un lado y la libertad humana por el otro: si el poder divino actúa en el mundo, ¿cómo puede ser libre la acción individual? Rutledge señala que los teólogos lidian con el mismo problema y que el libro de Tolkien puede leerse como una explicación de cómo podría funcionar en la práctica. La voluntad divina permanece casi por completo bajo la superficie de la historia, tal como Rutledge cree que sucede en el mundo real, pero Tolkien da pistas a lo largo del texto, la mayoría de las veces en forma de declaraciones en voz pasiva, sobre las causas de los eventos que pueden parecer suerte o azar. Por ejemplo, Gandalf dice que Bilbo y Frodo estaban «destinados» (en voz pasiva) a tener el Anillo Único, aunque siguió siendo su elección cooperar con este propósito.
La providencia está representada en la Tierra Media por la voluntad de los valar. Esto se puede detectar, pero es lo suficientemente sutil como para no afectar el libre albedrío de los personajes de la historia o la necesidad de coraje y confianza individual frente a un futuro incierto. De acuerdo con esa sutileza, los valar se mencionan directamente solo una vez en El Señor de los Anillos, cuando uno de los montaraces de Ithilien se encuentra con el enorme mûmak o elefante de batalla de los haradrim y dice «¡ojalá [los] Valar lo desvíen!».

### Caída del hombre

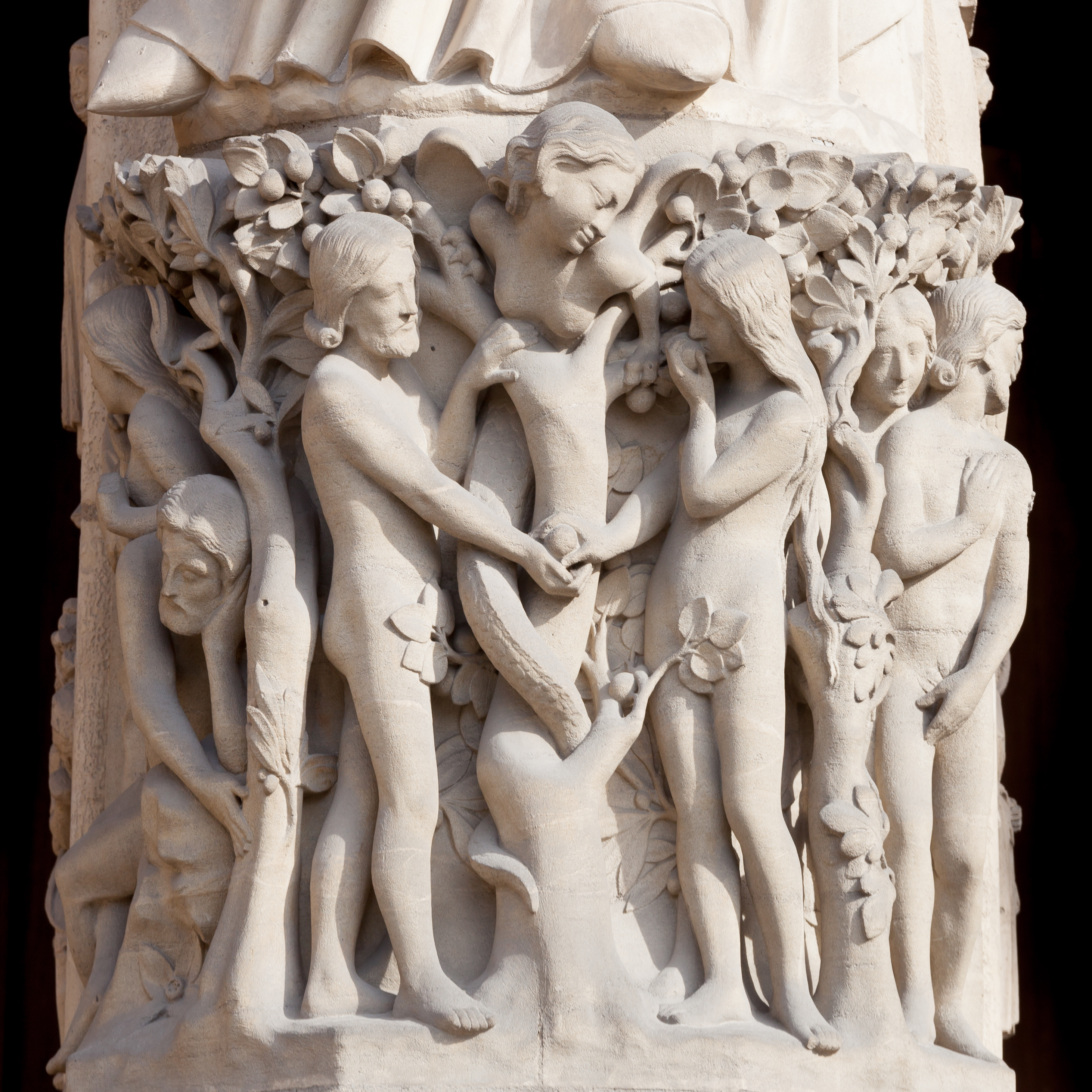
La caída de Númenor ha sido comparada con la caída bíblica del hombre.

Tolkien afirmó que el hundimiento de Númenor fue efectivamente una segunda caída del hombre y que su «tema central [...] (inevitablemente, creo, en una historia acerca de Hombres) [era] una Proscripción, una Prohibición». Bradley J. Birzer, en J. R. R. Tolkien Encyclopedia: Scholarship and Critical Assessment, señala que Tolkien pensó que cada historia era esencialmente sobre una caída y, en consecuencia, su legendarium contiene muchas «caídas»: la de Morgoth, la de Fëanor y sus parientes, y la de Númenor entre ellas. Eric Schweicher, en Mythlore, señala que la prohibición fue «desafiada pronto», tal como en la caída bíblica. La tentación de los Númenóreanos fue el deseo de inmortalidad y la prohibición que rompieron fue la de no navegar hacia las Tierras Imperecederas de Aman, en paralelo a la prohibición bíblica de comer el fruto del árbol del conocimiento del bien y del mal.
Tolkien también menciona «la “Caída” de los Altos Elfos» en una carta y dio como causa el «extraño caso de una mujer elfo (Míriel, madre de Fëanor) que intentó morir, lo que tuvo desastrosos resultados»; él lo discute en el contexto de la caída del hombre. Matthew T. Dickerson escribe que, aunque los valar responsabilizan a Fëanor, «ni Finwë ni Míriel están libres de culpa».

### La naturaleza del mal
Shippey escribe que El Señor de los Anillos encarna el antiguo debate dentro del cristianismo sobre la naturaleza del mal. Shippey señala la declaración boeciana de Elrond de que «nada es malo en un principio. Ni siquiera Sauron lo era». En otras palabras, todas las cosas fueron creadas buenas, pero esto se contrapone a la visión maniquea de que el bien y el mal son igualmente poderosos y luchan en el mundo. Shippey afirma que la experiencia personal de guerra de Tolkien fue maniquea: el mal parecía por lo menos igual de poderoso que el bien y fácilmente podría haber salido victorioso, un aspecto que Shippey señala que también se puede ver en la Tierra Media. Rosebury interpreta la declaración de Elrond como una implicación de que hay un universo agustino, creado bueno.
El jesuita John L. Treloar afirma que el libro del Apocalipsis personifica al mal en los Cuatro Jinetes: el primero, sobre un caballo blanco, representa a un rey conquistador; el segundo, rojo con una espada, significa guerra sangrienta; el tercero, negro y con balanza, significa hambre; y el último, verde, se llama Muerte. Treloar comenta que la personificación aumenta el impacto emocional y que los Espectros del Anillo se presentan «como jinetes que inspiran terror y traen estos cuatro males al mundo. Están empeñados en la conquista, la guerra [y] la muerte, y la tierra que gobiernan es improductiva».

## En otros medios
Christianity Today informó que la exposición titulada Tolkien: Hacedor de la Tierra Media, realizada en la biblioteca Bodleiana de la Universidad de Oxford era «casi completa», pero tenía una «omisión flagrante»: no había «ninguna mención de la devota fe cristiana de toda la vida del autor». Menciona el comentario del teólogo Michael Ward de que la fe de Tolkien no es obvia en la Tierra Media, a diferencia de la Narnia de su amigo Lewis, y concluye que «solo si reconocemos la profunda fe cristiana de Tolkien, podremos esperar entender la vida y obra del “Hacedor de la Tierra Media”».

#### Libros con obras de Tolkien
- Tolkien, J. R. R. (1966). The Lord of the Rings [El Señor de los Anillos] (en inglés) (segunda edición). Londres: Allen & Unwin. ISBN 9780048230454. OCLC 474213812.
- Tolkien, J. R. R. (1993). El Silmarillion (Rubén Masera y Luis Domènech, trads.) (primera edición). Barcelona: Ediciones Minotauro. ISBN 8445071394. OCLC 1158029475.
- Tolkien, J. R. R. (1997). Árbol y hoja. Barcelona: Ediciones Minotauro. ISBN 8445071513. OCLC 777770818.
- Tolkien, J. R. R. (2003a). Las dos torres (Matilda Horne y Luis Domènech, trads.). El Señor de los Anillos (duodécima edición). Buenos Aires: Planeta. ISBN 9505470657. OCLC 52950589.
- Tolkien, J. R. R. (2003b). El retorno del rey (Matilde Horne y Luis Domènech, trads.). El Señor de los Anillos (segunda edición). Barcelona: Ediciones Minotauro. ISBN 8445074318. OCLC 920176000.
- Tolkien, J. R. R.  (2004). La Comunidad del Anillo (Luis Domènech, trad.). El Señor de los Anillos (segunda edición). Barcelona: Ediciones Minotauro. ISBN 8445074296. OCLC 433730766.
- Tolkien, J. R. R.; Carpenter, Humphrey; Tolkien, Christopher (1993). Cartas de J. R. R. Tolkien (Rubén Masera, trad.) (primera edición). Barcelona: Ediciones Minotauro. ISBN 8445071211. OCLC 43133797.
- Tolkien, J. R. R.; Tolkien, Christopher (2000). El anillo de Morgoth. Barcelona: Ediciones Minotauro. ISBN 9788445072905. OCLC 434348353.
- Tolkien, J. R. R.; Tolkien, Christopher (2002). Los pueblos de la Tierra Media. Historia de la Tierra Media 9 (primera edición). Barcelona: Ediciones Minotauro. ISBN 9788445073599. OCLC 50912118.

#### Periódicos y publicaciones
- Bedell, Haley (2015). «Frodo Baggins: The Modern Parallel to Christ in Literature» [Frodo Bolsón: El paralelo moderno a Cristo en la literatura] (PDF). CommonKnowledge (en inglés). Archivado desde el original el 26 de marzo de 2020. Consultado el 9 de abril de 2022.
- Schweicher, Eric (1996). «Aspects of the Fall in The Silmarillion» [Aspectos de la caída en El Silmarillion] (PDF). Mythlore (en inglés) (Mythopoeic Society) 21 (2). ISSN 0146-9339. Archivado desde el original el 4 de agosto de 2019. Consultado el 9 de abril de 2022.
- Stucky, Mark D. (2006). «Middle Earth's Messianic Mythology Remixed: Gandalf's Death and Resurrection in Novel and Film» [Remezcla de la mitología mesiánica de la Tierra Media: la muerte y la resurrección de Gandalf en la novela y el cine] (PDF). Journal of Religion and Popular Culture (en inglés) (Elkhart) XIII. doi:10.3138/jrpc.13.1.003. Archivado desde el original el 1 de septiembre de 2013. Consultado el 9 de abril de 2022.
- Treloar, John L. (1998). «Tolkien and Christian Concepts of Evil: Apocalypse and Privation» [Tolkien y los conceptos cristianos del mal: El Apocalipsis y la privación] (PDF). Mythlore (en inglés) (Mythopoeic Society) 15 (2). ISSN 0146-9339. Archivado desde el original el 25 de enero de 2022. Consultado el 9 de abril de 2022.

### Biblia
1. ↑  Casiodoro de Reina; Cipriano de Valera (1909). «Mateo 6, 13». Biblia, versión Reina-Valera (Wikisource).
2. ↑  Casiodoro de Reina; Cipriano de Valera (1909). «Juan 19, 30». Biblia, versión Reina-Valera (Wikisource).
3. ↑  Casiodoro de Reina; Cipriano de Valera (1909). «Romanos 3, 10». Biblia, versión Reina-Valera (Wikisource).
4. ↑  Casiodoro de Reina; Cipriano de Valera (1909). «Génesis 3». Biblia, versión Reina-Valera (Wikisource).

### En línea
1. ↑  Plimmer, Charlotte y Denis (19 de abril de 2016). «JRR Tolkien: 'Film my books? It's easier to film The Odyssey'» [J. R. R. Tolkien: «¿Filmar mis libros? Es más fácil filmar la Odisea»]. The Telegraph (en inglés). Archivado desde el original el 15 de marzo de 2022. Consultado el 2 de abril de 2022. (requiere suscripción).
2. 1 2  Kreeft, Peter J. (noviembre de 2005). «The Presence of Christ in The Lord of the Rings» [La presencia de Cristo en El Señor de los Anillos]. Ignatius Insight (en inglés). Ignatius Press. Archivado desde el original el 24 de noviembre de 2005. Consultado el 2 de abril de 2022.
3. 1 2 3 4  Olar, Jared L. «The Gospel According to J.R.R. Tolkien: Christian Elements in the Writings of J.R.R. Tolkien» [El evangelio según J. R. R. Tolkien: Elementos cristianos en los escritos de J. R. R. Tolkien]. Grace and Knowledge (en inglés). Archivado desde el original el 9 de agosto de 2002. Consultado el 2 de abril de 2022.
4. ↑  Schultz, Forrest W. (1 de diciembre de 2002). «Christian Typologies in The Lord of the Rings» [Tipologías cristianas en El Señor de los Anillos]. Chalcedon Foundation (en inglés). Archivado desde el original el 26 de marzo de 2020. Consultado el 9 de abril de 2022.
5. ↑  Dalfonzo, Gina (28 de septiembre de 2007). «Humble Heroism: Frodo Baggins as Christian Hero in The Lord of the Rings» [Heroísmo humilde: Frodo Bolsón como héroe cristiano en El Señor de los Anillos]. In Pursuit of Truth: A Journal of Christian Scholarship (en inglés). Archivado desde el original el 15 de marzo de 2012. Consultado el 9 de abril de 2022.
6. ↑  Drieshen, Clarck (31 de enero de 2020). «The Trees of the Sun and the Moon» [Los árboles del sol y la luna]. British Library (en inglés). Ancient, Medieval, and Early Modern Manuscripts. Archivado desde el original el 26 de febrero de 2020. Consultado el 9 de abril de 2022.
7. ↑  Fisher, Mark (1998). «Lembas». The Encyclopedia of Arda (en inglés). Archivado desde el original el 6 de junio de 2013. Consultado el 28 de mayo de 2022.
8. ↑  Kennerson, Robert. «The Lembas» [El lembas]. Wilmington For Christ (en inglés). Archivado desde el original el 31 de marzo de 2022. Consultado el 9 de abril de 2022.
9. ↑  Marie, André (1 de octubre de 2007). «J.R.R. Tolkien and the Eucharist» [J. R. R. Tolkien y la eucaristía]. Catholicism.org (en inglés). Slaves of the Immaculate Heart of Mary. Archivado desde el original el 29 de noviembre de 2012. Consultado el 9 de abril de 2022.
10. ↑  Smith, Scott (17 de mayo de 2017). «The Hidden Manna in The Lord of the Rings» [El maná oculto en El Señor de los Anillos]. All Roads Lead to Rome (en inglés). Archivado desde el original el 23 de septiembre de 2020. Consultado el 9 de abril de 2022.
11. ↑  Bellos, Alex (24 de diciembre de 2001). «Virgin painting ties Brazilians in knots» [Pintura de la Virgen ata a los brasileños en nudos]. The Guardian (en inglés). Río de Janeiro: Guardian News & Media Limited. Archivado desde el original el 25 de agosto de 2013. Consultado el 9 de abril de 2022.
12. ↑  Parise, Eduardo (29 de junio de 2015). «El origen de la Virgen Desatanudos». Clarín. Archivado desde el original el 4 de abril de 2019. Consultado el 30 de mayo de 2022.
13. ↑  Ordway, Holly (21 de agosto de 2018). «The Maker of the Maker of Middle-earth» [El Hacedor del hacedor de la Tierra Media]. Christianity Today (en inglés). Archivado desde el original el 22 de agosto de 2018. Consultado el 9 de abril de 2022.